# Bá tước xứ Wessex
Bá tước xứ Wessex (tiếng Anh: Earl of Wessex) là một tước hiệu quý tộc được tạo ra 2 lần trong lịch sử của Anh Quốc, và hiện thuộc Đẳng cấp quý tộc Vương quốc Liên hiệp Anh. Đương nhiệm Bá tước xứ Wessex là Vương tử Edward, phối ngẫu là Bá tước phu nhân, Sophie, cả 2 đều thuộc Vương thất Anh. Hiện con trai của Vương tử Edward, James, đang sử dụng tước hiệu Bá tước xứ Wessex như một tước hiệu danh dự chứ chưa thực sự thừa kế nó.

## Lịch sử tước hiệu

### Lần phong thứ nhất
- Godwin, Bá tước xứ Wessex (tại vị 1001-1053)
- Harold Godwinson, cũng chính là Bá tước Đông Anglia, trở thành Vua Anh năm 1066 (tại vị 1022-1066)

### Lần phong thứ hai
Sau khi Vương tử Edward cưới Sophie Rhys-Jones năm 1999, Nữ vương Elizabeth II đã phong cho Edward tước Bá tước xứ Wessex.

## Danh sách thừa kế
- Vương tử Edward, Bá tước xứ Wessex (s. 1964)
  - (1) James, Tử tước Severn (s. 2007)